# Blastomykose

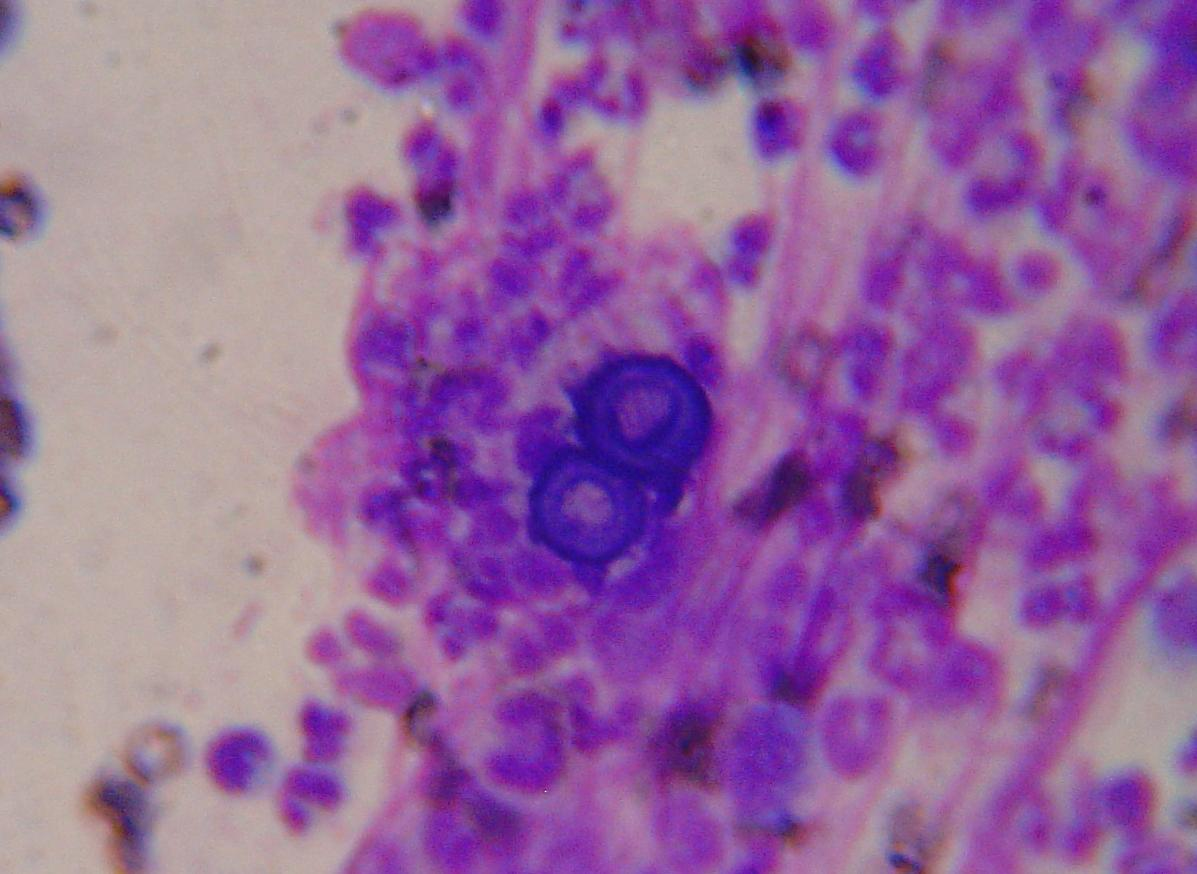
Lungenbefall durch Blastomyces dermatitidis

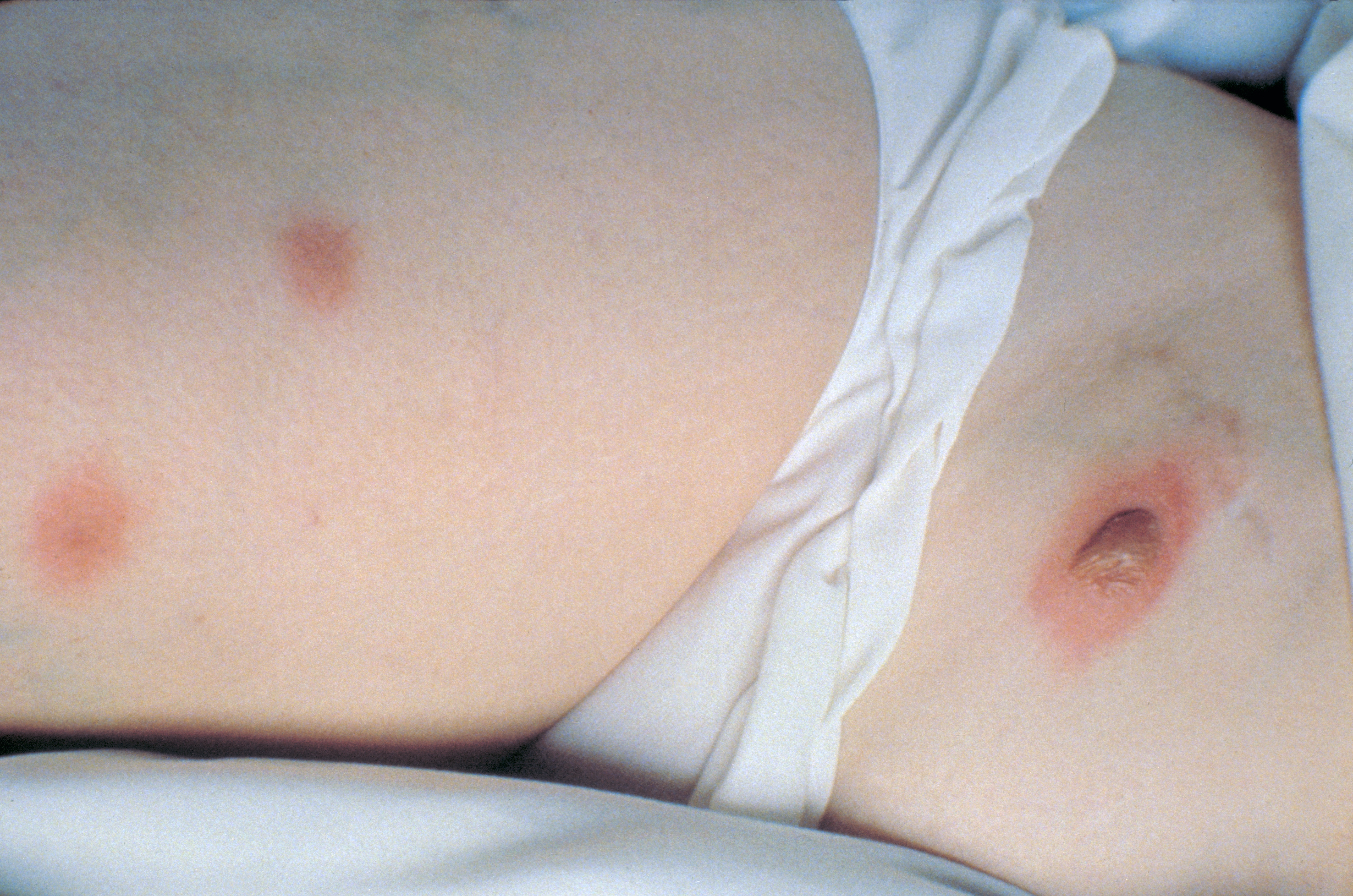
Befall der Haut

Blastomykose ist eine Pilzinfektion der Haut und der Lungen, die durch dimorphe Pilze ausgelöst wird. Der Erreger tritt dabei über die Atemwege in den Körper ein und breitet sich nach und nach über den ganzen Organismus aus. Nicht selten verlaufen Blastomykosen tödlich. Zur Behandlung wird meist Amphotericin B eingesetzt.
Man unterscheidet drei Typen der Blastomykose.

## Europäische Blastomykose
Die Europäische Blastomykose wird auch Cryptococcus-Mykose oder Kryptokokkose genannt, die vom Cryptococcus neoformans (alternativer Name Cryptococcus bacillisporus) ausgelöst wird.

## Nordamerikanische Blastomykose
Die Nordamerikanische Blastomykose wird von Blastomyces dermatitidis ausgelöst. Sie beginnt als erweiterte Bronchienentzündung, befällt die Lungen und die Haut und hat eine starke Abmagerung zur Folge.
Sie tritt überwiegend in Nordamerika auf und wird nach Thomas C. Gilchrist auch als Gilchrist disease (Gilchristsche Krankheit), Gilchrist-(Rixford)-Krankheit oder Morbus Gilchrist benannt.

## Südamerikanische Blastomykose
Die Südamerikanische Blastomykose wird durch den Pilz Paracoccidioides brasiliensis (synonym Blastomyces brasiliensis) ausgelöst und hat eine Vielzahl unterschiedlicher Hautverformungen und Geschwüre zur Folge, insbesondere an den Schleimhäuten und den Lymphknoten.
Sie tritt in ländlichen Gebieten Lateinamerikas auf – am häufigsten in Brasilien – wo milde Temperaturen und hohe Luftfeuchtigkeit herrschen. Die meisten Befallenen sind Männer über 30; Frauen und Kinder sind selten betroffen. Rund ein Viertel der Krankheitsfälle enden tödlich.